# McLemore Avenue
McLemore Avenue är ett musikalbum av Booker T. & the M.G.'s som lanserades i april 1970 på skivbolaget Stax Records. Skivan består helt och hållet av instrumentala versioner av låtar från Beatles-albumet Abbey Road, och dess skivomslag är gjort som en pastisch av det samma. Låtarna är mestadels sammanfogade i medleys, men "Something" är inspelad som en separat låt och släpptes som singel från albumet. Kommersiellt sett gick albumet bäst i R&B-kretsar i USA.

## Låtlista
1. Medley: "Golden Slumbers", "Carry That Weight", "The End", "Here Comes the Sun", "Come Together" - 15:48
2. "Something" - 4:09
3. Medley: "Because", "You Never Give Me Your Money" - 7:26
4. Medley: "Sun King", "Mean Mr. Mustard", "Polythene Pam", "She Came in Through the Bathroom Window", "I Want You (She's So Heavy)" - 10:40

## Listplaceringar
- Billboard 200, USA: #107[1]
- Billboard R&B Albums: #19